# Canal de Berdún
Canal de Berdún è un comune spagnolo di 422 abitanti situato nella comunità autonoma dell'Aragona. Fa parte della comarca della Jacetania.